# General Electric GE90
General Electric GE90 är en serie turbofläktmotorer tillverkade av GE Aviations för flygplanet Boeing 777. GE90 kördes första gången år 1993 och togs i bruk i november år 1995 och är världens största och kraftigaste jetmotor. GE90 var utvecklad genom NASA:s projekt kallad Energy Efficient Engine under 1970-talet.

## Vidareutveckling
GE90 har vidareutvecklats, se nedan:
- General Electric GEnx
- Engine Alliance GP7000[4]
- General Electric GE9X

## Källhänvisningar
1. 1 2  ”A Giant Step in Jetliner Propulsion” (på engelska). spinoff.nasa.gov. https://spinoff.nasa.gov/spinoff1996/30.html. Läst 30 november 2018.
2. ↑  ”Boeing To Use GE’s Powerful GE90 for Next-Gen 777 Plane - GE Reports” (på amerikansk engelska). GE Reports. 18 mars 2013. Arkiverad från originalet den 30 november 2018. https://web.archive.org/web/20181130133730/https://www.ge.com/reports/post/74545133135/boeing-to-use-ges-powerful-ge90-for-next-gen-777/. Läst 30 november 2018.
3. ↑  Tarantola, Andrew. ”The World's Biggest Jet Engine Is Brawnier Than Alan Shepard's Rocket” (på amerikansk engelska). Gizmodo. https://gizmodo.com/the-worlds-biggest-jet-engine-is-brawnier-than-alan-sh-5991212. Läst 30 november 2018.
4. ↑  ”GP7200 Engine - Pratt & Whitney” (på engelska). Pratt & Whitney. Arkiverad från originalet den 30 november 2018. https://web.archive.org/web/20181130202113/https://www.pw.utc.com/products-and-services/products/commercial-engines/GP7200-Engine/. Läst 30 november 2018.